# Адамсон, Джеймс Крейг
Джеймс Крейг Адамсон (англ. James Craig Adamson; род. 3 марта 1946, Уорсо, штат Нью-Йорк, США) — астронавт США, совершил два космических полёта в экспедициях STS-28 в 1989 году и STS-43 в 1991 году.

## Образование
- 1969 — окончил Военную академию США (United States Military Academy) в Вест-Пойнте (West Point) и получил степень бакалавра наук в области инженерии.
- 1977 — в Принстонском университете (Princeton University) получил степень магистра наук по аэрокосмической технике.
- имеет лицензию на работу в качестве инженера-консультанта
- имеет лицензию коммерческого пилота.

## Военная служба
- 1969 — начало службы в армии США в звании второго лейтенанта. За время службы прошёл подготовку в качестве военного пилота и парашютиста-десантника, окончил курсы по выживанию в горах и в арктической зоне, начальные и высшие офицерские курсы, курсы по ядерному оружию. Окончил Командно-штабной колледж (Command and General Staff School) и Школу лётчиков-испытателей военно-морских сил США (US Navy Test Pilot School).
- В качестве военного лётчика-испытателя занимался испытательной работой на авиабазе ВВС Эдвардс (Edwards AFB), в Принстонском университете, в Академии в Вест-Пойнте, на авиационной станции ВМС Пэтьюксент Ривер (NAS Patuxent River) и в Хьюстоне.
- Принимал участие во Вьетнамской войне, служил в «воздушной кавалерии» в качестве пилота-разведчика, командира группы и руководителя воздушных операций.
- Служил в различных частях в Форт-Блисс (Fort Bliss) в Техасе, Вест-Пойнте в Нью-Йорке и Хьюстоне в Техасе.
- 1977 — назначен на должность доцента кафедры аэродинамики Военной Академии в Вест-Пойнте. Разработал и читал курсы по динамике жидкостей, аэродинамике, лётно-техническим характеристикам воздушных судов, безопасности полётов и управлению летательными аппаратами. Спроектировал и разработал летающую лабораторию для оценки лётно-технических характеристик.
- Командовал ракетными расчётами в Европе и США.
- 1991 — присвоено звание подполковника.
- 1992 — присвоено звание полковника.
- с 1992 в отставке.

Общий налёт составляет более 3000 часов на 30 типах вертолётов и самолётов.

## Космическая деятельность
С 1981 по 1992 год работал в космическом центре Джонсона (Johnson Space Center). Во время первого этапа программы Space Shuttle работал пилотом-испытателем и специалистом по аэродинамике в Центре управления полётом. Во время 5 — 11 полётов шаттлов был главным навигатором в центре управления.

### Космическая подготовка
- май 1984 — зачислен в отряд астронавтов НАСА в составе 10-го набора НАСА в качестве специалиста полёта.
- июль 1984 — июнь 1985 — прохождение курса общей космической подготовки с получением квалификации специалиста полёта, назначен в Отдел астронавтов НАСА.
- ноябрь 1985 — назначен в экипаж шаттла для полёта по программе министерства обороны (Department of Defense), но после катастрофы шаттла «Челленджер» Challenger полёт был отменён. До возобновления полётов шаттлов работал заместителем менеджера по техническим вопросам Отдела программы Спэйс Шаттл (Shuttle Program Office) в НАСА.
- сентябрь 1989 — октябрь 1990 — директор аналитического отдела (Shuttle Processing Analysis) в космическом центре им. Кеннеди (Kennedy Space Center).
- февраль 1988 — назначен в экипаж по программе полёта STS-28.

### Первый полёт
С 8 по 13 августа 1989 совершил космический полёт в качестве специалиста на космическом корабле «Колумбия» (Columbia) STS-28. Стал 220 человеком, совершившим полёт в космос, и 131 из США. Продолжительность полёта составила 5 суток 01 час 00 минут 53 секунды.

### Подготовка ко второму полёту
- октябрь 1990 — назначен в экипаж по программе STS-43.

### Второй полёт
Со 2 по 11 августа 1991 года совершил второй космический полёт в качестве специалиста на космическом корабле «Атлантис» (Atlantis) STS-43.Продолжительность полёта составила 8 суток 21 часа 22 минуты 25 секунд.

### Дальнейшая подготовка
- июнь 1992 — ушёл из отряда астронавтов.

## Гражданская работа
- июль 1992 — сентябрь 1994 — консультант по вопросам управления и стратегического планирования пилотируемых полётов в корпорации Локхид (Lockheed Corporation).
- с сентября 1994 — исполнительный вице-президентом компании Lockheed Engineering and Science company (подразделение Lockheed Corporation), затем — президент и главный администратор этой компании.
- с конца 1995 — руководитель административной службы фирмы United Space Alliance (совместное предприятие Lockeed Martin и Rockwell International Corp.).
- 1999 — март 2001 — президент корпорации Allied Signal Technical Services Corporation. Сохранил свой пост и после слияния с фирмой Honeywell. Ушёл с поста в марте 2001 года.
- в настоящее время работает в консультативном совете при администраторе НАСА.

## Награды
- два Авиационных креста «За выдающиеся заслуги» (Distinguished Flying Cross)
- 18 (восемнадцать) медалей «За воздушные операции» (Air Medal)
- медаль Министерства обороны США «За отличную службу» (Defense Superior Service Medal)
- медаль Министерства обороны США «За похвальную службу» (Defense Meritorious Service Medal)
- медаль «За похвальную службу» (Meritorious Service Medal)
- две медали Армии США «За заслуги» (Army Commendation Medal)
- медаль «Бронзовая звезда» (Bronze Star)
- медалью НАСА «За исключительные заслуги» (NASA Exceptional Service Medal)
- две медали НАСА «За космический полёт» (NASA Space Flight Medal)

## Личная жизнь
Жена — Эллен Адамсон (Ellen Adamson), у них трое детей.
Увлекается лыжами, бегом на длинные дистанции, туризмом, охотой, рыбалкой. Любит работать с деревом, опытный слесарь и оружейный мастер.

## Публикации
Автор 11 публикаций по методикам лётных испытаний и аэродинамике.